# Януш Завила-Недзьвецкий
Януш Завила-Недзьвецкий (пол. Janusz Zawiła-Niedźwiecki, (род. 31 октября 1953 в Кракове) — доктор экономических наук в дисциплине менеджмент, инженер-организатор производства; декан Факультета управления Варшавской Политехники с 2016 года.
Закончил XV среднюю общеобразовательную школу им. Нарцизы Жмиховской в Варшаве (1972) и Механико-технологический факультет Варшавского политехнического университета (1977).

## Деятельность

### Практик управления
- (среди прочего) директор центра информатики ООО Pol-Mot в 1986-1991 гг.
- директор информатики Варшавской фондовой биржи (GPW) в 1993—1999 гг.
- генеральный директор ООО Fund Services в 1999—2000 гг.
- член правления и управляющий директор PZU S.A. в 2000—2002 гг.
- председатель компании PZU Agent Transferowy в 2001—2002 гг.
- руководитель проекта Локально-информационная платформа с Центральной базой данных (часть системы телефона тревоги 112) в Управлении электронной коммуникации в 2008-2011 гг.

### Ученый и дидактик
С 2005 года научный сотрудник Варшавского политехнического университета, факультет инжиниринга производства, а затем факультет управления. Степень кандидата наук в 1997 году (работа\ «Модель подбора техник котировки на польском рынке ценных бумаг»), докторантура в 2014 году (диссертация \«Управление операционным риском при обеспечении непрерывной деятельности организации»). Научная специализация: управление операционным риском, сбалансированное управление, управление знаниями, публичное антикризисное управление;

## Занимаемые должности
Член Польской аккредитационной комиссии (срок полномочий 2012—2015), член Коллектива исследований и развития Верховной технической организации с 2013 г., член Научного совета GIODO (пол. Generalny Inspektor Ochrony Danych Osobowych) в 2013—2014 годах, вице-председатель Научного Комитета Варшавской фондовой биржи (пол. Giełda Papierów Wartościowych w Warszawie) с 2013 до 2016 года, секретарь правления Варшавского отдела Польского экономического общества (2013—2014); член правления Научного общества экономической информатики с 2015 года, председатель Совета Фонда им. проф. Казимира Бартеля с 2009 г.
Декан Факультета управления Варшавского политехнического университета (срок полномочий 2016—2020), уполномоченный ректора Варшавского политехнического университета по вопросам информатизации, и. о. директора Центра информатизации ПВ (с 2013).

### Членство в обществах
Польское экономическое общество, Польское общество управления производством, Научное общество экономической информатики.

## Награды, поощрения, знаки отличия
- награда Silver Winner of the SAP Quality Awards 2014 (как директор Центра Информатизации ПВ);
- награда «Лидер Информатики 1998» еженедельника Computerworld (как директор информатики GPW);
- поощрительная награда в 2014 году в пределах Награды им. Ремигиуша Кашубского присуждаемая Союзом польских банков;
- номинация к награде «Лидеры управления ВУЗами — LUMEN 2015» в номинации «Новаторство»;

## Выбранные публикации
- под ред. Я. Завила-Недзьвецкий, К. Ростэк, А. Гонсёркевич. «Экономическая информатика» (4 тома), Изд. C.H.Beck, Варшава 2010, ISBN 978-83-255-2161-5 (т. 1), 978-83-255-2162-2 (т. 2), 978-83-255-2163-9 (т. 3), 978-83-255-2164-6 (т. 4). Книга награждена на Ярмарке экономических издателей в 2011 г.
- Ф. Воловский, Я. Завила-Недзьвецкий. «Безопасность информационных систем. Практическое руководство в соответствии с нормам польскими и международными», edu-Libri, Краков 2012, ISBN 978-83-63804-00-8. Книга награждена ректором Варшавского политехнического университета в 2013 г.
- Я. Завила-Недзьвецкий. «Управление операционным риском при обеспечении непрерывной деятельности организации», edu-Libri, Краков 2013, ISBN 978-83-63804-12-1 (книга награждена ректором Варшавского политехнического университета в 2015 г.)
- Я. Завила-Недзьвецкий. «Операционный риск как проблематичная триада: риск — безопасность ресурсов — непрерывность бизнеса», edu-Libri, Краков 2014, ISBN 978-83-63804-42-8[3]
- под ред. И. Станец, Я. Завила-Недзьвецкий. «Операционный риск в науках о управлении», Изд. C.H.Beck, Варшава 2015, ISBN 978-83-255-7317-1
- под ред. А. Косерадзка, Я. Завила-Недзьвецки. «Усовершенствованная методика оценки риска в публичном антикризисном управлении», edu-Libri , Краков 2016, ISBN 978-83-63804-78-7